# Triops australiensis
Il Triops australiensis (Spencer & Hall, 1895) è un crostaceo ampiamente distribuito in tutto il territorio Australiano, fatta eccezione per le regioni più settentrionali dell'Australia Occidentale, del Territorio del Nord e del Queensland. La specie è inoltre assente nel sud della Tasmania, dove la nicchia ecologica corrispondente è occupata dal Lepidurus apus. Vive e si riproduce in stagni e pozzanghere nell'arido entroterra Australiano.